# Semiothisa sublacteolata
Semiothisa sublacteolata là một loài bướm đêm trong họ Geometridae.